# Sipos Eszter Anna
Sipos Eszter Anna vagy Sipos Eszter (1985. november 17. –) magyar szinkronművész és színésznő.

## Élete és pályafutása
2006-ban diplomázott a Kaposvári Egyetem Rippl-Rónai Művészeti Kar színművész szakán Babarczy László osztályában. 2006 óta Kaposváron szerepel.

## Filmográfia

### Színészként

#### Film
- Csak szex és más semmi (2005) - csapos
- Zsaruvér és Csigavér III.: A szerencse fia (2007)
- Tréfa (2009) - Paula
- Minden jó, ha jó (2010) - lány az étteremben

#### Televízió
- Tűzvonalban (2007–2008) - Cynthia
- Jóban Rosszban (2012) - Detre Cintia
- Hacktion: Újratöltve (2013) - Kati
- X Company (2015) - terhes nő

### Szinkronszínészként

#### Film
| Év   | Cím                                                 | Szereplő                            | Színész               |
| ---- | --------------------------------------------------- | ----------------------------------- | --------------------- |
| 1997 | A vadon hercegnője                                  | Kijo (2. magyar változat)           |                       |
| 2000 | Havas karácsonyt kívánunk!                          | Ms. Dombrovitz (2. magyar változat) |                       |
| 2009 | A harcmező hírnökei                                 | Emily                               | Lisa Joyce            |
| 2010 | The Expendables – A feláldozhatók                   | Cheyenne                            | Lauren Jones          |
| 2010 | Pancser Police                                      | Brenda                              | Danielle Cell         |
| 2010 | Szerelem és más drogok                              | Amber                               | Kate Easton           |
| 2010 | Toy Story 3.                                        | Vízilófigura                        |                       |
| 2011 | Őrült, dilis, szerelem                              | Tiffany                             | Mekia Cox             |
| 2011 | Rumnapló                                            | Chenault                            | Amber Heard           |
| 2012 | Dredd                                               | Kaplan bíró                         |                       |
| 2012 | John Carter                                         | Papnő                               | Myriam Acharki        |
| 2012 | Tökös csávó                                         | Marissa                             | Patricia De Leon      |
| 2013 | Démonok között                                      | Debbie                              | Morganna Bridgers     |
| 2013 | Don Jon                                             | Lauren                              | Lindsey Broad         |
| 2013 | Fák jú, Tanár úr!                                   | Greta                               | Valentina Pahde       |
| 2013 | G.I. Joe: Megtorlás                                 | Jinx                                | Elodie Yung           |
| 2013 | A szörny mentőakció                                 | Lena Thackleman                     | Jessica Alba          |
| 2014 | Csingiling és a kalóztündér                         | Zarina                              | Christina Hendricks   |
| 2014 | A fekete ruhás nő 2. – A halál angyala              | Eve Parkins                         | Phoebe Fox            |
| 2014 | Hős6os                                              | Abigail Callaghan                   | Katie Lowes           |
| 2014 | Kéjutazás 3.                                        | Candy                               | Sara Mitich           |
| 2014 | Sánta kutya                                         | Lisa                                | Rachelle Gillis       |
| 2014 | Scooby-Doo! Rejtély a bajnokságon                   | AJ Lee                              | AJ Lee                |
| 2015 | Agymanók                                            | Undor                               | Mindy Kaling          |
| 2015 | Cserkészkézikönyv zombiapokalipszis esetére         | Denise Russo                        | Sarah Dumont          |
| 2015 | Dínó tesó                                           | Zápor                               | Mandy Freund          |
| 2015 | Éjszakai hajsza                                     | Frank felesége                      | Jessica Ecklund       |
| 2015 | Hamupipőke                                          | Anasztázia                          | Holliday Grainger     |
| 2015 | Használd a varázserődet!                            | Könyvelő                            | Diana Kaarina         |
| 2015 | Hotel Transylvania 2. – Ahol még mindig szörnyen jó | Turista utas                        | Melissa Sturm         |
| 2015 | Insidious – Gonosz lélek                            | Danielle                            | Corbett Tuck          |
| 2015 | Jupiter felemelkedése                               | Katharine Dunlevy                   | Vanessa Kirby         |
| 2015 | Mad Max – A harag útja                              | Cheedo                              | Courtney Eaton        |
| 2015 | Mentőakció                                          | Katya                               | Olga Valentina        |
| 2015 | Superfast! – Haláli iramban                         | Jordana                             | Lili Mirojnick        |
| 2015 | Terminátor: Genisys                                 | Cheung nyomozó                      | Sandrine Holt         |
| 2015 | Victor Frankenstein                                 | Lorelei                             | Jessica Brown Findlay |
| 2016 | Amerika Kapitány: Polgárháború                      | Stark asszisztense                  | Julianna Guill        |
| 2016 | Amikor kialszik a fény                              | Nővér                               | Elizabeth Pan         |
| 2016 | Batman Superman ellen – Az igazság hajnala          | Jenny                               | Rebecca Buller        |
| 2016 | A dzsungel könyve                                   | Farkas                              |                       |
| 2016 | Az Igazság Ligája a Tini Titánok ellen              | Koriand'r / Csillagfény             | Kari Wahlgren         |
| 2016 | Jégkorszak – A nagy bumm                            | Misty                               | Lilly Singh           |
| 2016 | Legendás állatok és megfigyelésük                   | Porpentina Goldstein                | Katherine Waterston   |
| 2016 | Star Trek: Mindenen túl                             | Sil                                 | Melissa Roxburgh      |
| 2016 | Tini szuperhősök – Az év hőse                       | Csillagtűz                          | Hynden Walch          |
| 2017 | Verdák 3.                                           | Cruz Ramirez                        |                       |

#### Televízió
| Év    | Cím                                                 | Szereplő                    | Színész            |
| ----- | --------------------------------------------------- | --------------------------- | ------------------ |
| 2002  | Krétazóna                                           | Dr. Sanchez                 | Nika Futterman     |
| 2007  | Agymenők                                            | Alex Jensen                 | Margo Harshman     |
| 2007  | A korona hercege                                    | Hyo Eui hercegné / királyné | Park Eun Hye       |
| 2008  | Soul Eater – Lélekfalók                             | Elizabeth Thompson "Liz"    | Vatanabe Akeno     |
| 2010  | Hawaii Five-0                                       | Annie Reese                 | Carlie Casey       |
| 2011  | Rafaela doktornő                                    | Mireya Vival de Báéz        | Chantal Andere     |
| 2011  | Teen Wolf – Farkasbőrben                            | Kate Argent                 | Jill Wagner        |
| 2011  | Vámpírunk, a gyerekcsősz                            | Erica                       | Kate Todd          |
| 2012  | A bosszú angyala                                    | Rosi                        | Mayte Gil          |
| 2012  | Haláli zsaruk                                       | Ellen Sandoval              | Mercedes Masöhn    |
| 2012  | Rejtélyek városkája                                 | Candy Chiu                  | Niki Yang          |
| 2013  | Rosario – A múlt fogságában                         | Rosario Miranda Pérez       | Itahisa Machado    |
| 2013  | Maricruz                                            | Isabel                      | Blanka Zandek      |
| 2013  | Anna és a droidok                                   | P.A.I.T.I.                  |                    |
| 2013  | Steven Universe                                     | Peridot                     |                    |
| 2013  | Ever After High                                     | Cerise Hood                 |                    |
| 2014  | Az elnök árnyékában                                 | Maureen James               | Sheila Vand        |
| 2014  | A szenvedély száz színe                             | Lucía Gaxiola Murillo       | Esmeralda Pimentel |
| 2014  | Szerelem ajándékba                                  | Estefanía Diez de Lascuráin | Karla Gómez        |
| 2014  | Vigyázz, kész, rajz!                                |                             |                    |
| 2015  | Better Call Saul                                    | Betsy Kettleman             | Julie Ann Emery    |
| 2015  | Totál Dráma: Versengés a föld körül                 | Jen                         | Ashley Botting     |
| 2015  | Miraculous – Katicabogár és Fekete Macska kalandjai | Tikki                       | Marie Nonenmacher  |
| 2015  | Miles a jövőből                                     | Stella                      | Grey DeLisle       |
| 2015  | Star Darlings: Csillagocskák                        | Vivica                      | Romi Dames         |
| 2015  | Scream Queens – Gyilkos történet                    | Libby Putney                | Abigail Breslin    |
| 2016  | A Lármás család                                     | Lármás Lily                 | Grey DeLisle       |
| 2016  | Soy Luna                                            | Sofia Carson                | Sofia Carson       |
| 2017  | Szerelmem, Ramón                                    | Fabiola Medina              | Esmeralda Pimentel |
| 2017  | 11                                                  | Isabel Di Marco             | Verónica Pelaccini |
| 2018  | Poldark                                             | Elizabeth                   | Heida Reed         |
| 2022– | A Mandalóri                                         | Omera                       | Julia Jones        |
| 2022– | A Mandalóri                                         | Anzelliek                   | Shirley Henderson  |

## Színházi szerepei
- Eugene O’Neill: Hosszú út az éjszakába (Cathleen) – József Attila Színház (2003)
- Csehov: Leánykérés – Új Thália Stúdió (2005)
- Gogol: Leánynéző – Új Thália Stúdió (2005)
- Paul Foster: I. Erzsébet – Csiky Gergely Színház (Kaposvár) (2006)
- Arthur Miller: Pillantás a hídról (Catherine) – Csiky Gergely Színház (Kaposvár) (2006)
- Hans Christian Andersen: Hókirálynő (Gerda) – Csiky Gergely Színház (Kaposvár) (2006)
- Csehov: Három nővér (Zongora: Mása Szergejevna Prozorov) – Csiky Gergely Színház (Kaposvár) (2006)
- Mohácsi István, Mohácsi János: 56 06 / őrült lélek vert hadak – Csiky Gergely Színház (Kaposvár) (2006)
- Alekszandr Galin: Verseny (Liza Volkova) – Csiky Gergely Színház (Kaposvár) (2007)
- Száger Zsuzsanna, Urbanovits Krisztina: Fürdőszoba (Frida) – MU Színház (2007)
- Fésűs Éva, Jeli Viktória: Palacsintás király – Csiky Gergely Színház (Kaposvár) (2007)
- Zágon István, Somogyi Gyula: Fekete Péter (Colette) – Csiky Gergely Színház (Kaposvár) (2007)
- William Shakespeare: Rómeó és Júlia (Júlia) – Csiky Gergely Színház (Kaposvár) (2007)
- Charles Dickens: Olivér! (Charlotte, Sowerberryék könnyűvérű lánya) – Csiky Gergely Színház (Kaposvár) (2008)
- Vadnay László, Békeffi István: Tisztelt Ház (Halmi Zsuzsa) – Karinthy Színház (2009)
- Arthr Laurents: West Side Story (egyik amerikai) – Csiky Gergely Színház (Kaposvár) (2009)
- Jane Austen: Büszkeség és balítélet (Kitty, Bennették lánya) – Karinthy Színház (2009)
- Lukas Bärfuss: Dora - Szüleink szexuális neurózisai (Dora) – Rakpart Szabad Úszóművek (2009)
- Café Brasil – Cool Tour Café (Pécs) (2010)
- August Strindberg: Julie kisasszony – Funk Iván Társulat (2012)
- Egerek (Szeréna mama) – Nemzeti Színház (2014)[4]
- Lázár Ervin: A négyszögletű kerek erdő (Vacskamati) – Pinceszínház (2015)